# Linafoot
Linafoot là hạng đấu cao nhất của Liên đoàn bóng đá Cộng hòa Dân chủ Congo, cơ quan quản lý bóng đá ở Cộng hòa Dân chủ Congo. Giải được thành lập năm 1958. Năm 2013, kỉ lục số khán giả được thiết lập trong trận đấu DC Motema Pembe - AS Vita Club, trước sự chứng kiến của 80.000 cổ động viên bóng đá ở Sân vận động Martyrs.
Vita Club là câu lạc bộ thể theo nổi tiếng nhất CHDC Congo, và họ cũng có kỉ lục số khán giả đến sân nhiều nhất năm 2013.
Năm 2010, giải được đổi tên là Vodacom Super League vì lý do theo một bản hợp đồng tài trợ 5 năm với công ty truyền thông Vodacom.

## Đội bóng mùa giải 2015-16
| - AC Capaco (Beni) - AC Nkoy (Kindu) - AS Dauphins Noirs (Goma) - AS Makiso (Kisangani) - AS Nika (Kisangani) - CS El Dorado (Bunia) - OC Muungano (Bukavu) - US Socozaki (Butembo) | - AS Dragons (Kinshasa) - AS Vita Club (Kinshasa) - AS Vutuka (Kikwit) - DC Motema Pembe (Kinshasa) - FC MK Etanchéité (Kinshasa) - FC Nord Sport (Matadi) - RC Kinshasa (Kinshasa) - SC Rojolu (Kinshasa) - Sharks XI (Kinshasa) - TC Elima (Matadi) | - AS Bantous (Mbuji Mayi) - AS New Soger (Lubumbashi) - CS Don Bosco (Lubumbashi) - FC Océan Pacifique (Mbuji-Mayi) - FC Saint Eloi Lupopo (Lubumbashi) - JS Groupe Bazano (Lubumbashi) - Lubumbashi Sport (Lubumbashi) - SM Sanga Balende (Mbuji-Mayi) - TP Mazembe (Lubumbashi) - US Tshinkunku (Kananga) |

## Các nhà vô địch trước đây
Các đội vô địch từ trước đến nay như sau:
- 1958: FC St. Eloi (Lubumbashi)
- 1963: CS Imana (Kinshasa)
- 1964: CS Imana (Kinshasa)
- 1965: AS Dragons (Kinshasa)
- 1966: TP Mazembe (Lubumbashi)
- 1967: TP Mazembe (Lubumbashi)
- 1968: FC Saint Eloi Lupopo (Lubumbashi)
- 1969: TP Mazembe (Lubumbashi)
- 1970: AS Vita Club (Kinshasa)
- 1971: AS Vita Club (Kinshasa)
- 1972: AS Vita Club (Kinshasa)
- 1973: AS Vita Club (Kinshasa)
- 1974: CS Imana (Kinshasa)
- 1975: AS Vita Club (Kinshasa)
- 1976: TP Mazembe (Lubumbashi)
- 1977: AS Vita Club (Kinshasa)
- 1978: CS Imana (Kinshasa)
- 1979: AS Bilima (Kinshasa)
- 1980: AS Vita Club (Kinshasa)
- 1981: FC Saint Eloi Lupopo (Lubumbashi)
- 1982: AS Bilima (Kinshasa)
- 1983: SM Sanga Balende (Mbuji-Mayi)
- 1984: AS Bilima (Kinshasa)
- 1985: US Tshinkunku (Kananga)
- 1986: FC Saint Eloi Lupopo (Lubumbashi)
- 1987: TP Mazembe (Lubumbashi)
- 1988: AS Vita Club (Kinshasa)
- 1989: DC Motema Pembe (Kinshasa)
- 1990: FC Saint Eloi Lupopo (Lubumbashi)
- 1991: SCOM Mikishi (Lubumbashi)
- 1992: US Bilombe (Bilombe)
- 1993: AS Vita Club (Kinshasa)
- 1994: DC Motema Pembe (Kinshasa)
- 1995: AS Bantous (Mbuji Mayi)
- 1996: DC Motema Pembe (Kinshasa)
- 1997: AS Vita Club (Kinshasa)
- 1998: DC Motema Pembe (Kinshasa)
- 1999: DC Motema Pembe (Kinshasa)
- 2000: TP Mazembe (Lubumbashi)
- 2001: TP Mazembe (Lubumbashi)
- 2002: FC Saint Eloi Lupopo (Lubumbashi)
- 2003: AS Vita Club (Kinshasa)
- 2004: DC Motema Pembe (Kinshasa)
- 2005: DC Motema Pembe (Kinshasa)
- 2006: TP Mazembe (Lubumbashi)
- 2007: TP Mazembe (Lubumbashi)
- 2008: DC Motema Pembe (Kinshasa)
- 2009: TP Mazembe (Lubumbashi)
- 2010: AS Vita Club (Kinshasa)
- 2011: TP Mazembe (Lubumbashi)
- 2012: TP Mazembe (Lubumbashi)
- 2013: TP Mazembe (Lubumbashi)
- 2013–14: TP Mazembe (Lubumbashi)
- 2014–15: AS Vita Club (Kinshasa)
- 2015–16: TP Mazembe (Lubumbashi)

## Performance By Club
| Club                               | City       | Têns | Last Title |
| ---------------------------------- | ---------- | ---- | ---------- |
| TP Mazembe (Bao gồm TP Engelbert)  | Lubumbashi | 15   | 2016       |
| AS Vita Club                       | Kinshasa   | 13   | 2015       |
| DC Motema Pembe (Bao gồm CS Imana) | Kinshasa   | 12   | 2008       |
| FC Saint Eloi Lupopo               | Lubumbashi | 6    | 2002       |
| AS Dragons (Bao gồm AS Bilima)     | Kinshasa   | 4    | 1982       |
| SCOM Mikishi                       | Lubumbashi | 1    | 1991       |
| AS Bantous                         | Mbuji-Mayi | 1    | 1995       |
| US Bilombe                         | Bukavu     | 1    | 1992       |
| SM Sanga Balende                   | Mbuji-Mayi | 1    | 1983       |
| US Tshinkunku                      | Kananga    | 1    | 1985       |

## Cầu thủ ghi nhiều bàn thắng nhất
| Mùa giải |                        | Cầu thủ            | Đội bóng         | Số bàn thắng |
| 2000     | Cộng hòa Dân chủ Congo | Bazilepo Papy      | Kinshasa City FC | 19           |
| 2003     | Cộng hòa Dân chủ Congo | Belingo Brazzo     | AS Vita Club     | 8            |
| 2007–08  | Cộng hòa Dân chủ Congo | Serge Lofo Bongeli | AS Vita Club     | 16           |